# 榕叶冬青
榕叶冬青（学名：Ilex ficoidea）是冬青科冬青属的植物。分布于台湾、琉球群岛以及中国大陆的贵州、安徽、浙江、湖北、广东、海南、福建、广西、香港、湖南、重庆、江西、四川、云南等地，生长于海拔100米至1,880米的地区，见于山地常绿阔叶林、杂木林、疏林内以及林缘，目前已由人工引种栽培。

## 别名
台湾糊樗（台湾植物志），仿腊树（广东），野香雪（浙江遂昌）

## 异名
- Ilex warburgii Loesen.